# Тамарин на Жофроа
Тамаринът на Жофроа (Saguinus geoffroyi) е вид бозайник от семейство Остроноктести маймуни (Callitrichidae).

## Разпространение и местообитание
Разпространен е в Колумбия и Панама.